# 大里氏
大里氏（おおさとし）は、日本の氏族。

## 出自
大里家は、武蔵七党丹党安保実光の系を引く庶流として知られる、大里修理親里を祖とする鹿角安保氏の惣領。
陸奥国鹿角郡大里村（現 秋田県鹿角市八幡平）の在名により氏とした。

## 歴史
鎌倉期に郡内地頭職に補され、鹿角安保氏の惣領は大里村を領した大里上総、次男が花輪村を領した花輪次郎、三男が柴内村を領した柴内弥次郎、世に「安保三人衆」と伝承されている。安保氏が成田氏と同族関係にあって安保氏が成田氏を名乗り、南北朝期には大里に拠った成田小二郎左衛門尉頼時と六郎奉時が南朝方に組し、北畠顕家の下で頼時は鹿角の国代に任ぜられ、建武4年（1337年）津軽の曾我貞光が足利尊氏に呼応して戦端を開くと、成田奉次は南部師行らとともにこれを防ぎ、敗走せしめた。
室町～戦国期にかけては安東氏や津軽氏と結び、永禄元年（1558年）鹿角侵入を図った檜山の安東愛季が比内浅利氏を仲介としての誘いに応じ、同8年（1566年）（秋田）愛季の廻文に同心の旨加判を行った一人として大里備中が名を連ね、その翌9年に秋田勢と呼応して長牛城を攻撃し、鹿角は一時安東方の占有するとこになったが、同11年（1569年）、南部信直の出陣によって秋田勢は敗れ撤退した。その後旧領を回復し、戦国後期には他の鹿角郡の領主と同様に南部勢力下にあったと思われる。

大里修理親基は、三戸の信直と終始反目し、天正19年(1591年)、九戸政実の乱において同郷の大湯四郎左衛門昌次と共に九戸氏側に荷担し、中心的役割を果たしたとして九戸城降伏の際、政実ら主だった首謀者達として集められ、栗原郡三迫（宮城県栗原市）で処刑された。
南部氏内訌に晴政を支持した一党は、晴政歿後、九戸政実を支持するにいたったものと見られる。